# Пенсионный план с установленными взносами
Пенсионный план с установленными взносами (англ. defined contribution plan) — план пенсионного обеспечения, который определяет размер пенсии, подлежащий выплате на основе взносов в пенсионный фонд и последующих инвестиционных доходов.

## Определение
Согласно IAS 26 программы с установленными взносами — это пенсионные программы, в соответствии с которыми размеры пенсий, подлежащих выплате, определяются на основе взносов в пенсионный фонд и последующих инвестиционных доходов. Где пенсионные программы — это соглашения, в соответствии с которыми организация предоставляет вознаграждения своим работникам во время или после завершения трудовой деятельности (в виде годового дохода либо в виде единовременной выплаты). При этом такие выплаты или взносы для их обеспечения могут быть определены или рассчитаны заблаговременно до выхода на пенсию в соответствии с документами или на основе принятой в организации практики.
Дополнительно, по IAS 19 пенсионные планы с установленными взносами — это пенсионные планы, по которым компания выплачивает фиксированные взносы другой компании (фонду) и не несет правовых или иных обязательств по внесению дополнительных платежей, если у фонда выявится нехватка денежных средств для выплаты вознаграждений работника.

## Пенсионный план
МСФО (IAS) 26 «Учет и отчетность по пенсионным планам» — международный стандарт финансовой отчётности, который устанавливает принципы оценки и раскрытия информации в отчетности. Стандарт введен в действие для применения на территории Российской Федерации. 
В пенсионном плане с установленными взносами размер будущих выплат участникам определяется взносами работодателя, самого участника, или обеими сторонами в пенсионный фонд, а также эффективностью операционной деятельности и инвестиционными доходами фонда. Выполнение обязательств работодателя обычно ограничивается взносами в пенсионный фонд. Консультация актуария, как правило, не требуется, хотя иногда она используется для оценки размеров будущих выплат, которые могут быть обеспечены исходя из текущих взносов и различных уровней будущих взносов и инвестиционных доходов.

## Финансовая отчётность
Согласно IAS 19 при учёте пенсионных планов с установленными взносами используется принцип начисления. Обязательство организации в каждом периоде определяется исходя из величины взносов, которые причитаются в данном периоде. Взносы, подлежащие уплате в течение периода, списываются на расходы в отчёте о прибылях и убытках, а в отчете о финансовом положении отражается задолженность или предоплата в отношении взносов. Организация раскрывает в примечаниях суммы, признанные в качестве расходов по пенсионным планам с установленными взносами.
Согласно IAS 26 финансовая отчетность программы с установленными взносами включает отчёт о чистых активах, доступных для выплат, и описание политики финансирования программы. Размер будущих выплат участникам определяется взносами работодателя, самого участника или обеих сторон, а также эффективностью операционной деятельности и инвестиционными доходами фонда. Выполнение обязанности работодателя обычно ограничивается взносами в фонд. Участники заинтересованы в деятельности программы, потому что она непосредственно влияет на уровень их будущих выплат. Цель финансовой отчётности состоит в периодическом предоставлении информации о программе с установленными взносами и результатах её инвестиционной деятельности: описание существенной деятельности за период и влияния изменений, относящихся к программе, членству в ней, срокам и условиям; отчеты об операциях и результатах инвестиционной деятельности за период, а также о финансовом положении программы по состоянию на конец периода; и описание инвестиционной политики.
Если актуарная оценка не была подготовлена на дату составления финансовой отчетности, в качестве основы используется самая последняя из имеющихся оценок, с указанием даты её выполнения. Инвестиции пенсионного плана учитываются по справедливой стоимости. Справедливой стоимостью рыночных ценных бумаг является их рыночная стоимость. При наличии инвестиций пенсионного плана, справедливую стоимость которых оценить невозможно, раскрывается причина, по которой справедливая стоимость не используется.